# Благородная пинна
Благородная пи́нна (лат. Pinna nobilis) — вид морских двустворчатых моллюсков рода пинны в составе семейства Pinnidae. 

## Описание

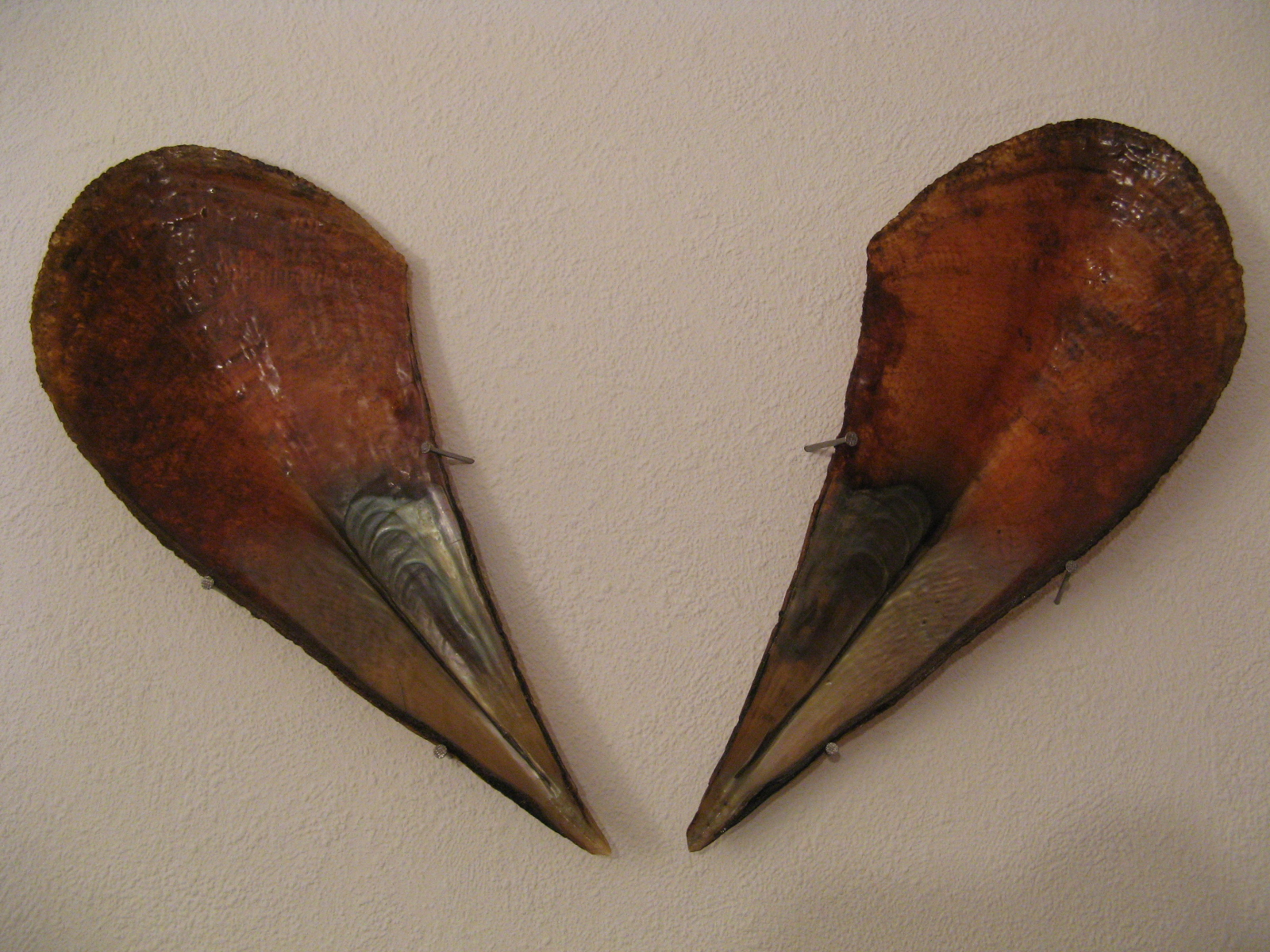
Створки раковины моллюска

Раковина удлинённая, клиновидная, длиной от 30 до 50 см, максимально до 120 см. В зависимости от глубины и места обитания, раковина моллюска может варьироваться по своей форме. Острым концом моллюск прикрепляется к твёрдым предметам на морском дне при помощи сети из нитей биссуса. Самый крупный из двустворчатых моллюсков европейских морей.

## Биология
Моллюски предпочитают закрытые бухты с мягкими грунтами (песчаным или илистым) на глубинах до 40—60 м. Обычно в зарослях морской травы Poseidonia oceanica, между которыми и селится пинна.
Как и большинство двустворчатых моллюсков, благородная пинна является фильтратором. Гермафродит с наружным оплодотворением и плавающей личинкой. Имеет высокую степень скорости роста — в первый год моллюски вырастают до 15 см.

## Ареал
Эндемик Средиземного моря. Устойчивые популяции на сегодняшний день сохранились только в двух национальных парках в Южной части Адриатического моря — в Хорватии, заливе Боке Которской в Черногории и на острове Сардиния.

## Использование человеком
В древности этот вид моллюска добывали ради биссуса, из которого затем получали дорогостоящую ткань виссон. Нити виссона жители Средиземноморья собирали в прибрежной зоне, в местах скопления этого двустворчатого моллюска, в ноге которого расположена биссусовая железа, вырабатывающая белковый секрет — биссус (byssus, что по-английски и означает «виссон»). Биссус затвердевает в виде пучка прочных шелковистых нитей длиной около 6 сантиметров, с помощью которых моллюск закрепляется на предметах под водой. Одна особь производит 1-2 грамма нити, поэтому, чтобы выработать 200—300 граммов виссона, необходимо отделить от камня и обработать тысячу моллюсков. Мясо моллюсков употребляется в пищу.
В раковинах находят жемчужины красноватого, тёмно-коричневого и чёрно-фиолетового цвета.